# Ministerstwo Rozwoju Cyfryzacji, Łączności i Komunikacji Masowej Federacji Rosyjskiej
Ministerstwo Rozwoju Cyfryzacji, Łączności i Komunikacji Masowej Federacji Rosyjskiej, uprzednio Ministerstwo Łączności i Komunikacji Masowej Federacji Rosyjskiej ros. Министерство связи и массовых коммуникаций Российской Федерации (Минкомсвязь России)) – rosyjski federalny organ władzy wykonawczej, realizujący funkcje polityki państwowej i regulacji prawno-normatywnych w zakresie technologii informacyjnych (w tym wykorzystania technologii informatycznych w kształtowaniu zasobów informacyjnych państwa i zapewnienia do nich dostępu), telekomunikacji (w tym wykorzystania i konwersji widma częstotliwości radiowych) i komunikacji pocztowej, komunikacji masowej i mediów masowych, w tym elektronicznych (w tym rozwoju Internetu, telewizji - także cyfrowych systemów nadawczych i radiowych oraz nowych technologii w tych obszarach), działalności poligraficznej i wydawniczej, przetwarzania danych osobowychu. Ministerstwo Łączności i Komunikacji Masowej Federacji Rosyjskiej działa jako administracja pocztowa Federacji Rosyjskiej i realizuje funkcje administracji łączności Federacji Rosyjskiej w zakresie prowadzenia łączności międzynarodowej.